# ستاره جهان
ستاره جهان (فرانسوی: Setareh'yé Djéhane‎) یک روزنامهٔ دوزبانهٔ فارسی/فرانسوی بود که در سال ۱۹۲۸ در تهران، ایران تأسیس شد و به‌جز شنبه‌ها، هر روز منتشر می‌شد. از سال ۱۹۳۷، مالک و سردبیر آن الف. ج. اعتصام‌زاده (نمایندهٔ پارلمان ایران و برندهٔ جایزهٔ فرهنگستان فرانسه) و مدیر آن الف. ملکی بود. این روزنامه به پوشش سیاست، اقتصاد و ادبیات اختصاص داشت.